# Monarcha Bahamów
Bahamy należą do grupy członków Wspólnoty Narodów o statusie Commonwealth realms, co oznacza, iż są powiązane unią personalną z Wielką Brytanią. Monarcha brytyjski jest jednocześnie i automatycznie monarchą Bahamów. Od uzyskania przez ten kraj niepodległości w 1973 do 2022, na jego tronie zasiadała Elżbieta II, po której śmierci tron przejął Karol III. Jego oficjalna tytulatura jako króla Bahamów brzmi następująco: Karol III, Z Bożej łaski, Król Wspólnoty Bahamów oraz Jego innych Królestw i Terytoriów, Głowa Wspólnoty Narodów.
Na co dzień reprezentantem króla jest gubernator generalny Bahamów, formalnie pochodzący z jego nominacji, ale faktycznie ze wskazania premiera Bahamów, którego kadencja trwa 4 lata. Sama Elżbieta II odwiedziła Bahamy pięciokrotnie, z czego raz jeszcze w czasach, gdy były one wciąż kolonią. Wizyty te miały miejsce w latach 1966, 1975, 1977, 1985 i 1994.

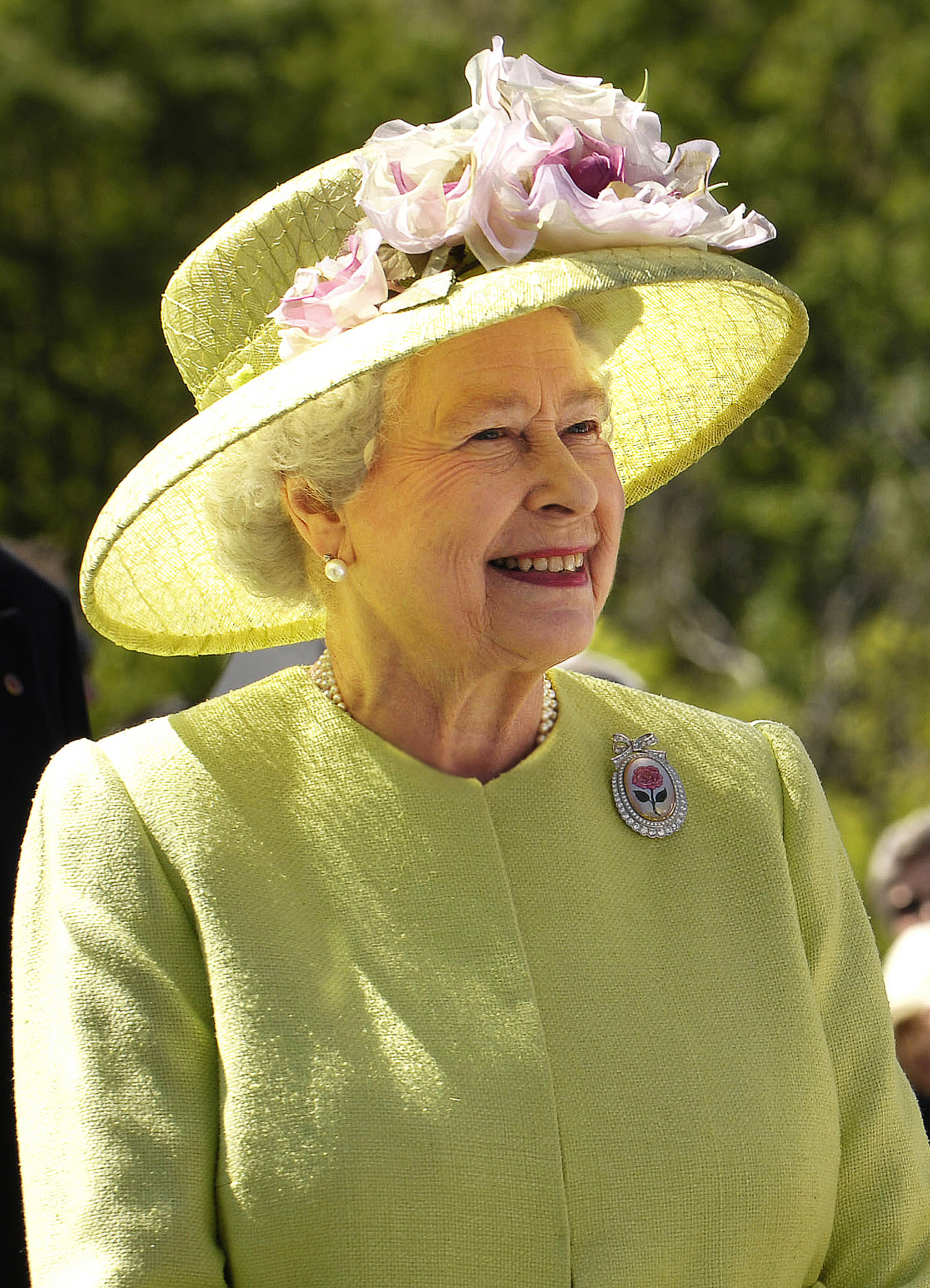
Pierwszy monarcha Wspólnoty Bahamów, Elżbieta II